# Мимми, Марчелло
Марчелло Мимми (итал. Marcello Mimmi; 18 июля 1882, Кастель-Сан-Пьетро-Терме, королевство Италия — 6 марта 1961, Рим, Италия) — итальянский куриальный кардинал и ватиканский сановник. Епископ Кремы с 30 июня 1930 по 31 июля 1933. Архиепископ Бари с 31 июля 1933 по 30 августа 1952. Архиепископ Неаполя с 30 августа 1952 по 9 июня 1958. Секретарь Священной Консисторской Конгрегации с 15 декабря 1957 по 6 марта 1961. Кардинал-священник с титулом церкви Сан-Каллисто с 12 января 1953 по 9 июня 1958. Кардинал-епископ с субурбикарной епархией Сабины-и-Поджо-Миртето с 9 июня 1958.

## Источник
- Информация  (англ.)